# 地崎宇三郎 (二代)
2代 地崎 宇三郎（ちざき うさぶろう、1897年1月2日 - 1951年6月29日）は、日本の政治家、実業家。旧名・晴次。北海道札幌市出身。秋田鉱山専門学校中退。

## 経歴
1919年に独断で大農法を試み失敗。勘当され各地を放浪したという。その後北海道に戻り、小樽市にて小樽定山渓自動車道株式会社を設立して小樽－定山渓間の有料道路構想を立てた。父の支援によって後の北海道道1号小樽定山渓線にあたる道路を完成させ、バス運行を始めた。1936年に父が没すると地崎組社長を相続し二代目宇三郎を襲名。小樽新聞社社長も兼任して同社の再建に成功、北海タイムスとの統合も実現させた。この頃、「間宮海峡埋立論」を唱えていたという。
1939年札幌土木建築業組合副組合長、1941年北海道土木建設業協会副理事長。さらに長男地崎九一を地崎組代表取締役社長に据えた。終戦後は政界に入り北海道政治同盟を結成。1946年、北海道第1区から第22回衆議院議員総選挙に出馬して当選。北海道政治同盟は進歩党（後の民主党）系の地域政党だっため、当選後は進歩党に所属し、野党連立のために奔走、1947年の片山内閣成立の影の立役者と言われた。民主党幹事長になるも、その5日後に公職追放。1947年～1951年まで地崎組代表取締役会長になり、晩年は東京で過ごした。追放中の1948年、竹中工務店、清水組その他をめぐる政党献金問題で衆議院不当財産取引調査特別委員会に西尾末広、細野三千雄とともに証人喚問された。1950年追放解除。翌1951年6月29日、54歳で死去した。

## 著書
- 『間宮海峡埋立論』（北方文化出版社, 1946年）